# Chiesa di San Francesco (Montieri)
La chiesa di San Francesco è un edificio sacro situato a Montieri, in provincia di Grosseto.

## Storia e descrizione
Fu fondata con l'annesso convento tra il 1530 e il 1556 là dove preesisteva un oratorio francescano. 
L'interno è ad ambiente unico, con copertura a vista. 
Sulla parete destra è un'Immacolata Concezione di Giuseppe Nicola Nasini (ultimo decennio del Seicento). 
Segue una tavola del primo Cinquecento con la Crocifissione e santi di livello assai più modesto, quindi una Natività dello stesso Giuseppe Nicola Nasini. 
Nella cappella maggiore, l'altare è ispirato a quello della cattedrale di Siena, di Baldassarre Peruzzi. 
A sinistra, ancora due opere di Giuseppe Nicola Nasini, una Crocifissione ricca di elementi chiaroscurali resa ancora più drammatica dall'incombente cielo tempestoso raffigurato sullo sfondo. Nel secondo altare di sinistra, sempre opera del Nasini, si trova una Gloria di san Francesco d'Assisi coi santi terziari francescani Luigi IX di Francia ed Elisabetta d'Ungheria, mentre la tela con Sant'Antonio da Padova e storie della sua vita è di un ignoto pittore del XVII secolo.